# Giffaumont-Champaubert
Giffaumont-Champaubert è un comune francese di 266 abitanti situato nel dipartimento della Marna nella regione del Grand Est.

## Società

### Evoluzione demografica
Abitanti censiti